# Parafia św. Józefa Oblubieńca Najświętszej Maryi Panny w Puszczykowie
Parafia św. Józefa Oblubieńca Najświętszej Maryi Panny w Puszczykowie – rzymskokatolicka parafia w Puszczykowie, należy do dekanatu lubońskiego. Opiekują się nią zakonnicy ze Zgromadzenia Ducha Świętego. Kościół parafialny zbudowany w latach 1981–1991.